# Зелениця (Звягельський район)
Зелени́ця  — село в Україні, у Барашівській сільській територіальній громаді Звягельського району Житомирської області. Населення становить 162 особи (2001). Колишній центр Зеленицької сільської ради.

## Історія
У 1906 році — Зелениця, слобода Барашівської волості Житомирського повіту Волинської губернії. Відстань від Житомира 66 версти, від Барашів 20 верст. Дворів 47, мешканців 348.
До жовтневого перевороту в Петрограді 1917 році мешканці слободи вільно здійснювали свої релігійні обряди в різних закладах. Православні в церкві Святої Параскеви с. Рясне, римо-католики в костелі Воздвиження Святого Христа м-ка Ушомир Житомирського повіту, а лютерани в Євангелічно-лютеранській кірхи м-ка Емільчине Новоград-Волинського повіту Емільчинської волості.
Село Зелениця у 1932—1933 рр. входило до складу Зеленицької сільради Барашівського району Київської області. За даними сільради, у 1932—1933 рр. загинуло 4 чол., на сьогодні встановлено імена 2 чол. Городницький Іван Антонович, Приходський Адам Адамович.
В період загострення сталінських репресій проти українського народу в 30-і роки минулого століття органами НКВС безпідставно було заарештовано і позбавлено волі на різні терміни 37 мешканців слободи, з яких 27 чол. розстріляно.
12 червня 2020 року, відповідно до розпорядження Кабінету Міністрів України № 711-р «Про визначення адміністративних центрів та затвердження територій територіальних громад Житомирської області», територію та населені пункти Зеленицької сільської ради включено до складу Барашівської сільської територіальної громади Новоград-Волинського (згодом — Звягельський) району Житомирської області.

## Відомі люди
- Пригодський Антон Вікентійович (* 1950) — український політик, народний депутат України.
- Войтківський Йосип Карлович (1920—2015) — повний кавалер ордена Слави.